# アギー (犬)
アギー（Uggie, 2002年2月14日 - 2015年8月7日）は、アメリカで俳優活動を行っていたジャック・ラッセル・テリアである。2011年の映画『恋人たちのパレード』『アーティスト』への出演で人気を獲得し、アカデミー賞授賞を求める運動が組織されるほどの支持を得た。第64回カンヌ国際映画祭ではパルム・ドッグ賞を受賞している。

## 経歴
2002年生まれ。あまりに奔放な性格であったことからどの飼い主も飼いきれず、動物保護施設に送られるところであったが、ちょうどジャック・ラッセル・テリアを探していた調教師が友人を介してアギーのことを聞き、この調教師に引き取られることになった。ここでアギーは俳優となるための訓練を受けたが、積極的で何でも食べるアギーの訓練は容易であった。
当初、アギーの芸能活動はCMや映画の端役にとどまっていたが、2011年4月に公開された『恋人たちのパレード』では役名のある役を演じた。しかしアギーが注目を集めたのは、2011年5月の第64回カンヌ国際映画祭で上映された『アーティスト』においてである。トーキー移行期のハリウッドを描いたこの映画で、アギーは主人公の飼い犬ジャックを演じた。撮影手法の関係で代役を入れることが難しく、ほとんどのジャック登場場面をアギーが自ら演じ、「アギーが全部持って行った」と評されるほどの存在感を示した。カンヌではパルム・ドッグ賞を受賞したほか、さまざまな賞を受賞した。
2012年には調教師が負担のかかる映画出演は控える意向を表明したが、その後もアギーは注目を集めた。『アーティスト』で好演したアギーにアカデミー賞を与えるよう求める運動が行われたが、2012年2月に授賞式の行われた第65回英国アカデミー賞、第84回アカデミー賞とも、アギーに賞を出すには至らなかった。しかしこの年に第一回に行われたゴールデン・カラー賞ではアギーが受賞者となった。2012年6月には映画俳優の手形や足型が刻まれていることで有名なグローマンズ・チャイニーズ・シアター前のタイルに、アギーの足型が刻まれたタイルが設けられた。2012年10月には自伝も出版された。
2015年、闘病生活の後死亡した。当初、調教師は気持ちが落ち着くまでこのことを公表するつもりはなかったが、報道が先行したためFacebookで事実であると認めた。

## 出演作品
- What's Up Scarlett(2005)[15]
- Life Is Ruff(2005)[16]
- ワサップ！ Wassup Rockers(2005)[17]
- Mr. Fix It(2006)
- 恋人たちのパレード Water for Elephants(2011)
- アーティスト The Artist(2011)
- 俺たちスーパー・ポリティシャン めざせ下院議員! The Campaign(2012)